# Академия театра и кино (Будапешт)
Академия театра и кино (венг. Színház- és Filmművészeti Egyetem) — университет театрального и киноискусства в столице Венгрии городе Будапеште, главный вуз этой специализации в стране. Считается одной из лучших театральных школ Венгрии.

## История
Основан 2 января 1865 года, когда первые курсы актёрского мастерства в Венгрии открылись в обычной 3-комнатной квартире возле Национального театра в Пеште. В первый год функционирования на вновь созданных курсах обучалось 28 драматических актёров и 37 студентов оперы. Первые студенты проходили «вступительное испытание» в течение 6-8 недель, после чего педагоги решали, кто будет продолжать учёбу, а кто нет. Женщины и мужчины в системе образования Венгрии обучались тогда раздельно.
Первые тридцать лет актёрского образования в Венгрии были связаны с именем Эде Паулея, известного режиссёра и руководителя Национального театра. Во время своей педагогической деятельности он заложил основы венгерского актёрского образования. Школа быстро выросла и в 1875 году была переведена в более комфортабельное помещение в жилом корпусе Национального театра. Однако публичные экзамены, спектакли и шоу проходились на площадках Национального театра.
В 1893 году Национальная Венгерская королевская академия музыки и драмы была реорганизована в Музыкальную академию, которая готовила только оперных певцов. В 1905 году от академии отделилась Академия драмы, которая обрела постоянный «дом», где Академия театра и кино располагается по сей день. Здесь действуют учебные классы и расположен студенческий театр.
С 2000 года функционирует как университет. Нынешний ректор — Ласло Упор.

## Ректоры
- Михалович, Эден Петер Йожеф фон (1881—1893)
- Эде Паулей (1893—1894)
- Варконьи, Зольтан (1972—1979)
- Иллеш, Дьёрдь (1989—1991)

## Известные выпускники и преподаватели
- Абоньи, Геза
- Антал, Нимрод
- Балажович, Лайош
- Балинт, Андраш
- Бачо, Петер
- Борбей, Александра
- Гааль, Иштван
- Габор, Пал
- Готар, Петер
- Держи, Янош
- Жигмонд, Вилмош
- Келети, Мартон
- Кереш, Эмиль
- Ковач, Иштван
- Криштоф-Веселы, Франтишек
- Ковач, Ласло
- Кольтаи, Лайош
- Коша, Ференц
- Маар, Дьюла
- Макк, Карой
- Монори, Лили
- Ньири, Янош
- Магда Ольти
- Пальфи, Дьёрдь
- Радноти, Жужа
- Ревес, Дьёрдь
- Рёриг, Геза
- Сас, Янош
- Сабо, Иштван
- Тарр, Бела
- Тёрёчик, Мари
- Тот, Оршойя
- Фабри, Золтан
- Феррари, Виолетта
- Хевеши, Шандор
- Иштваи Хорваи
- Шандор, Паль
- Шара, Шандор
- Янчо, Миклош